# نیت بروکز
نیت بروکز (انگلیسی: Nate Brooks; ۸ اوت ۱۹۳۳ – ۱۴ آوریل ۲۰۲۰) بوکسور اهل ایالات متحده آمریکا بود.
وی در مسابقات کشوری و بین‌المللی در مجموع برندهٔ ۱ مدال طلا شده‌است.